# Битва у Панормі
Битва у Панормі – морська битва біля узбережжя Малої Азії між силами сирійського царя Антіоха III та флотом союзного римлянам Родосу, котра відбулась під час Римо-селевкідської війни 192-188 рр. до н.е.

## Передумови
У 191 р. до н.е. сирійський флот зазнав поразки від римо-пергамського в битві при Корику і укрився в гавані Ефесу. Після цього пергамці та римляни вирушили на зимові квартири, в обох випадках обравши егейське узбережжя північніше Ефесу – перші повернулись до свого царства, тоді як римський флот отаборився на острові Лесбос.
З настанням весни 190 р. до н.е. першою в море вийшла ескадра ще одного учасника антиселевкідської коаліції – Родосу, котра стала на якір південніше від Ефесу у гавані Панорм (на північному сході острова Самос біля мису Палінур). Водночас римляни звернули свою увагу на Геллеспонт, через який в кампанії 190 р. до н.е. очікувалась переправа до Малої Азії їх армії, котра зимувала у Греції. Сюди з Лесбосу прибула третина римських експедиційних сил (а також кілька кораблів від пергамського царя), котра мирним шляхом узяла під контроль Сест (півострів Херсонес Фракійський) та почала облогу Абідосу на протилежній, східній, стороні протоки.
Заблокованими в Ефесі силами командував Поліксенід, котрий займався ремонтом пошкоджених суден та підготовкою нових. В результаті до початку кампанії 190 р. до н.е. йому вдалось відновити чисельність своєї ескадри, котра минулого року суттєво постраждала під Кориком (втім, враховуючи значну перевагу антиселевкідської коаліції, Антіох одночасно викликав з Фінікії додаткові сили, які мав привести відомий пунієць Ганнібал). Хоча тепер кількість кораблів у Поліксеніда вдвічі перевищувала чисельність родоської ескадри, котра прибула на Самос, проте сирійський наварх задумав підвищити шанси на успішне зіткнення шляхом обману. Оскільки сам він був вигнанцем з Родосу, Поліксенід звернувся до командувача родосців Павсістрата з таємною пропозицією, за якою він посприяв би у знищенні ввіреного йому флоту в обмін на своє повернення на батьківщину. Після того, як Поліксенід власноруч підписав таку обіцянку в присутності посланця родосців, Павсістрат повірив у справжність намірів свого колишнього співвітчизника.

## Хід битви

Карта Іонії. Зокрема, позначені згадані у тексті Ефес, Пігели, Самос (острів та місто) та Еріфри

Поліксенід обіцяв максимально знизити боєздатність селевкідської ескадри: позбавивши її достатньої кількості моряків та веслувальників, наказавши витягнути частину суден на берег начебто для ремонту та відіславши певну кількість до інших гаваней. Наварх родосців, котрий первісно прибув до Іонії з 36 кораблями, після таємних перемовин послабив пильність та відіслав кілька суден до Галікарнасу за продовольством, ще кілька – до гавані Самосу, сам же продовжував перебувати в Панормі у очікуванні сигналу від Поліксеніда для нападу. Навіть коли через певний час затриманий на Самосі (куди він прибув у власних справах) воїн Селекідів надав правдиві дані щодо справжнього стану справ та повідомив, що лише кілька суден витягнуто не берег для ремонту, веслувальники таємно зібрані у Магнесії (два десятки кілометрів від Ефесу) і йде активна підготовка до бойових дій, Павсістрат не повірив цьому.
Нарештів, в одну з ночей Поліксенід викликав з Магнесії веслувальників, спустив витягнуті судна назад на воду та вийшов з 70 кораблями із Ефесу. Ще затемна він дійшов гавані Пігел (наразі відомий курорт Кушадаси), де, з метою збереження таємниці, перечекав день, після чого в наступну ніч дійшов до Самосу. Тут він вислав Нікандра з 5 кораблями до мису Палінур, наказавши йому вести звідти воїнів до ворожого табору, сам же зі всіма іншими суднами вирушив до Панорму.
Коли родосці побачили ворога, Павсістрат первісно не наважився на морський бій, натомість наказав воїнам розділитись на два загони та йти до мисів, котрі видаються в море та утворюють гавань Панорм. Він розраховував відігнати супротивника закидуючи його дротиками, проте в цей час з боку суходолу з’явився загін Нікандра. Це змусило Павсістрата передумати та надати наказ сідати всім на кораблі і прориватись із гавані. Почалась страшна метушня, проте нарешті всі воїни та моряки сіли на судна, котрі за сигналом наварха рушили до виходу з гавані. Почався бій, в якому флагманський корабель Павсістрата атакували три квінкереми, пробили його таранами та засипали дротиками. Також острів’яни втратили багато інших кораблів – частину за межами Панорму, деякі у акваторії гавані, а кілька були захоплені загоном Нікандра ще до відплиття. Втім, сім суден (в тому числі два з союзного родосцям Косу) змогли вирватись у відкрите море, оскільки відлякували супротивника вогнем: на носу кожного з них на двох висунутих уперед баграх стояли великі залізні жаровні. Павсістрат, помилка якого й призвела до цього розгрому, хоробро бився та загинув у бою.
Неподалік від Самосу родоські кораблі, котрі врятувались, зустрілись із кількома триремами з іонійського міста Еріфри, котрі прямували на з’єднання з ескадрою Павсістрата. Тепер всі разом вони пішли на північ, до римлян. Останні ж, дізнавшись про поразку союзної ескадри, полишили свої операції на Геллеспонті та рушили на південь, знов заблокувавши Поліксеніда у Ефесі.